# Kateřina Zohnová
Kateřina Zohnová [ˈkatɛr̝ɪna ˈtsoːnovaː], née le 7 novembre 1984 à Kraslice, est une joueuse tchèque de basket-ball, évoluant au poste d'ailière.

## Biographie
« J'ai commencé le basket-ball jeune dans une petite ville. J'étais ambitieuse, passionnée et dingue de sport et échelon par échelon, je suis devenue sportive professionnelle. Je suis heureuse de pouvoir dire que j'ai réussi ma carrière (...) Je ne planifie pas et je prends ce que chaque jour m'apporte. Mais il y a une chose que je voulais réussir : participer aux Jeux olympiques. Je n'aurais jamais pensé que cela deviendrait une réalité »
Elle est engagée par le club de Mondeville fin décembre 2011 pour suppléer jusqu'à la fin de saison 2011-2012 la lituanienne Eglė Šulčiūtė blessée. L'année suivante, elle signe à Umbertide en Italie pour 6,0 points et 2,7 rebonds.  
Internationale tchèque, elle participe à l'Euro 2009 et aux Jeux olympiques de Pékin, mais pas au Mondial 2010 ni à l'Euro suivant.
Après la blessure d'Alexandra Tchangoue, elle revient en France pour une pige d'un mois au Cavigal Nice Basket 06. L'année suivante, elle est de nouveau engagée comme joker médical en France par Saint-Amand Hainaut Basket après la blessure de Laura García lors de la troisième journée du championnat. Elle n'hésite pas à venir pour la troisième fois en France en cours de saison : « Le championnat est fort, les matches sont durs, c’est ce que j’aime » dans un championnat plus dense qu'en République tchèque.« J’ai toujours eu envie de voyager. Et c’est basket m’a permis de le faire même si je ne m’étais jamais imaginée faire ce métier. [C'est l’occasion] de s’ouvrir les yeux sur le monde. Mais comme je ne maîtrise pas la langue, ça permet de s’échapper des problèmes. En fait, je suis très sensible, alors ça me permet d’être plus concentrée sur mon basket. » En juin 2015, elle signe pour son ancien club du Wisla Cracovie.

## Vie privée
Elle ne dédaigne pas faire des photos mettant en valeur son profil,. Elle est décrite comme l'une des plus belles athlètes féminines du monde : « Je suis une athlète. J'aime le sport en général, mais j'aime aussi être sexy. Les robes et les talons ne me sont pas étrangers ».

## Clubs
- ? :  AEK Larnaca
- 2006-2008 :  Trutnov
- 2008-2009 :  Gorzow
- 2009-2010 :  Wisla Can-Pak
- 2010-2011 :  Sony Athinaikos
- 2011-2011 :  Maccabi Bnot Ashdod
- 2011-2012 :  USO Mondeville
- 2012-2013 :  Liomatic Umbertide
- 2013-2014 :  Cavigal Nice Basket 06
- 2014-2015 :  Saint-Amand Hainaut Basket
- 2015- :  Wisla Can-Pak

## Palmarès
- Médaillée de bronze à l'Euro Espoirs en 2004
- Médaillée de bronze à l'Euro Juniors en 2002
- Vainqueur de la SuperCoupe de Pologne en 2009